# الیزبرگ (نیوجرسی)
الیزبرگ (به انگلیسی: Ellisburg) یک منطقهٔ مسکونی در ایالات متحده آمریکا است که در شهرستان کمدن، نیوجرسی واقع شده‌است. الیزبرگ ۲٫۳۴۴ کیلومتر مربع مساحت و ۴٬۴۱۳ نفر جمعیت دارد و۲۸ متر بالاتر از سطح دریا واقع شده‌است.